# ميخائيل هايت
ميخائيل هايت (بالإنجليزية: Michael Hyatt)‏ هي ممثلة أمريكية، ولدت في القرن العشرين في إنجلترا في المملكة المتحدة.

## أعمال

### أفلام
- (2002) الفتاة الصالحة[4]
- (2014) المتسلل ليلا[5][6][7]

### مسلسلات
- 24
- آلي مكبيل
- لوس أنجلوس
- تساقط الثلوج
- تشريح غراي
- دارما وغريغ
- فيرونيكا مارس
- قانون ونظام
- كاسل

## وصلات خارجية
- الموقع الرسمي
- ميخائيل هايت على موقع IMDb (الإنجليزية)
- ميخائيل هايت على موقع ألو سيني (الفرنسية)
- ميخائيل هايت على موقع ميوزك برينز (الإنجليزية)
- ميخائيل هايت على موقع أول موفي (الإنجليزية)
- ميخائيل هايت على موقع قاعدة بيانات برودواي على الإنترنت (الإنجليزية)
- ميخائيل هايت على موقع قاعدة بيانات برودواي على الإنترنت (الإنجليزية)
- ميخائيل هايت على موقع قاعدة بيانات الأفلام السويدية (السويدية)
- ميخائيل هايت على موقع قاعدة بيانات الفيلم (الإنجليزية)
- ميخائيل هايت على موقع كينوبويسك (الروسية)